# Orxeta (ort)
Orcheta är en ort i Spanien.   Den ligger i provinsen Provincia de Alicante och regionen Valencia, i den östra delen av landet, 400 km sydost om huvudstaden Madrid. Orcheta ligger 198 meter över havet och antalet invånare är 1 303.
Terrängen runt Orcheta är huvudsakligen kuperad, men norrut är den bergig. Runt Orcheta är det ganska tätbefolkat, med 166 invånare per kvadratkilometer. Närmaste större samhälle är Villajoyosa, 6,8 km söder om Orcheta. Omgivningarna runt Orcheta är i huvudsak ett öppet busklandskap.